# 스포츠2.0
《스포츠2.0》 은 대한민국의 미디어2.0에서 발행한 스포츠 전문 주간지이다.

## 개요
《스포츠2.0》은 2006년 5월 29일에 창간되었다. 전체적인 스포츠 관련 기사를 다양하게 실었으며, 원색사진을 실어 실감나게 읽을 수 있도록 하고 있다. 또한, 독자들도 참여할 수 있는 생활스포츠에 대한 연재기사도 실려 있다. 야구의 최민규, 김형준 그리고 축구의 장지현 등 전문성으로 무장한 최강의 기자라인업을 구축하며 기존의 스포츠 관련 언론매체에서 찾기 힘들었던 심도있는 기사들이 많이 실었고, 스포츠 팬들 사이에서도 인기가 좋았다. 전성기 때에는 가장 많이 팔린다는 영화잡지 《무비위크》에 버금가는 판매량을 보여주기도 했다.
2007년 4월 7일에는 한국프로야구에 대한 스카우팅 리포트를 실은 《스포츠2.0+》를 발매하여, 발매 첫 주에 4월 둘째주 인터넷 교보문고 베스트셀러 2위에 오르기도 했다. 이 특별판은 대한민국에서 불모지로 여겨졌던 스포츠 출판 분야를 다시 보게 되는 계기가 되었다는 평가를 받았다.
창간 당시의 잡지 가격은 1000원이었으나, 제53호(2007년 5월 26일 발매)부터는 가격을 2000원으로 인상하였다.

## 휴간
2008년 12월에 133호 발행을 끝으로 휴간되었다. 스포츠2.0 홈페이지 에 올라왔던 134호 표지는 실제로 발행되지 않은 것이다. 휴간 원인은 2008년 즈음의 대한민국의 경제 위기와 그로 인한 광고 수주 하락도 있지만 모회사였던 코스닥기업 미디어코프의 부도가 결정타였다. 스포츠2.0의 야구팀 기자였던 이호영은 대한민국 정부에서 잡지를 보호하려는 노력이 전무함을 지적하였다. 당초 2009년 2월까지만 휴간하는 것으로 발표되었으나, 2010년 6월 현재 복간이 되지 않고 있는 상태이다.

## 임시 발간
2009년 3월 20일 스포츠2.0의 야구팀 기자들이 비영리 웹사이트 《베이스볼2.0》을 개설하였고, 실제 잡지의 복간까지 야구 컨텐츠를 온라인으로 발간하기로 하였다. 이후 《BASEBALL2.0+》라는 이름의 블로그로 전환되어 운영되었으며, 2009년 11월 현재 추가 활동이 없는 상태이다.